# Rozendaalsche veld

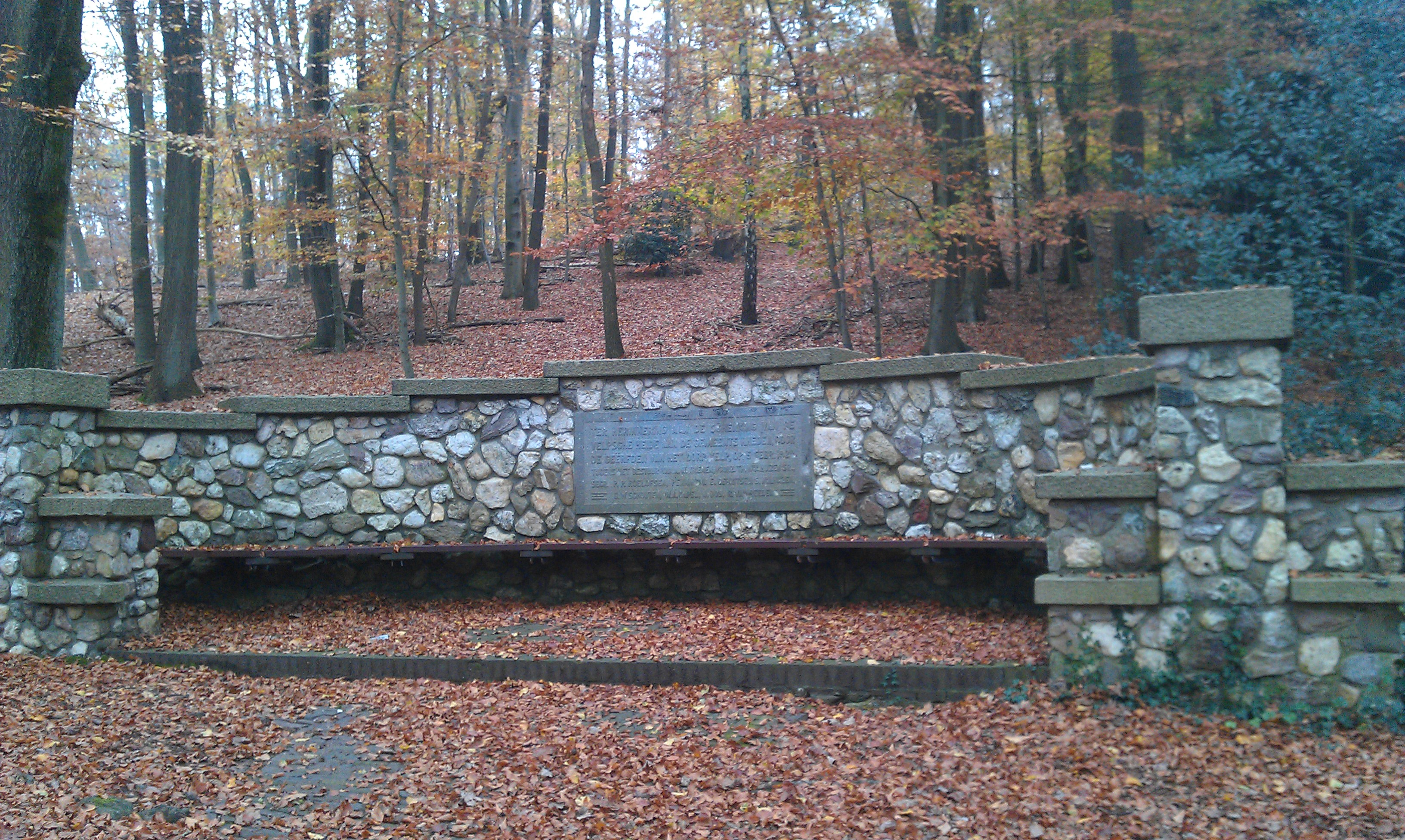
Gedenkteken van de overdracht in 1920

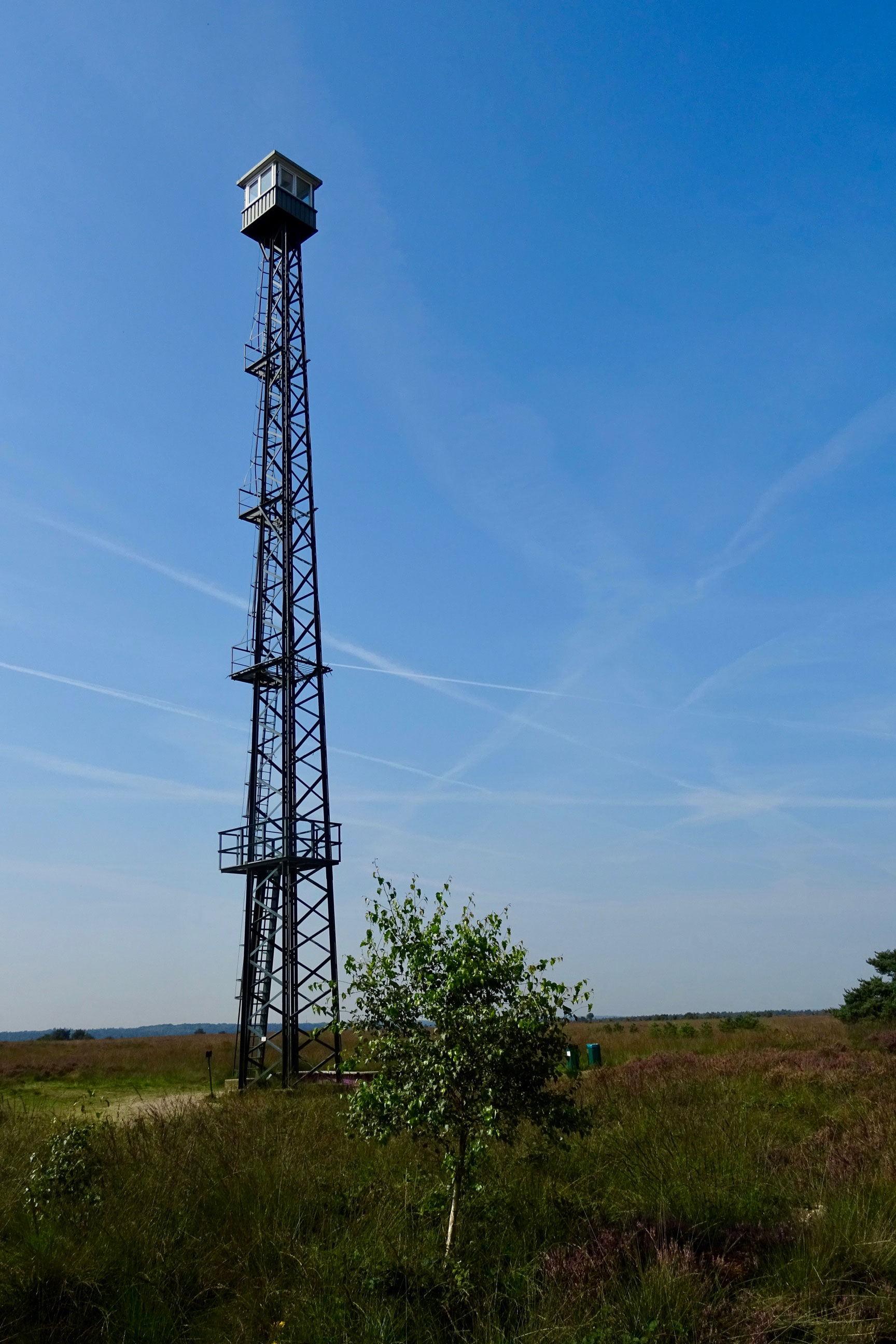
Brandtoren op het Rozendaalsche veld

Het Rozendaalsche veld (ook geschreven als Rozendaalse veld) is een heidegebied op de Veluwe in de gemeente Rozendaal bij Velp.
Het gaat om een vrij groot en hooggelegen heideveld met tamelijk veel reliëf en vrij grote hoogteverschillen. In de buurt van het Rozendaalse zand ligt het Signaal Imbosch, het hoogste punt van de Veluwe (110 meter). De hoogteverschillen maken het gebied voor de recreatie erg aantrekkelijk. Het gebied meet circa 542 ha. Het sluit naar het oosten en noorden zodanig nauw aan bij Nationaal park Veluwezoom dat het landschappelijk gezien één geheel vormt met de Rheder- en Worthrhederheide, het centrale heidegebied in dit nationaal park. Naar het westen sluit het aan bij het Rozendaalse Bos.
In het zuidwesten ligt het Rozendaalse Zand. Deze middelgrote zandverstuiving is vanaf 2009 van circa 17 ha bos ontdaan om het zand weer actief te laten stuiven.
Een andere naam voor het gebied is de Velperhei. Eerder werd het beheerd door de 'geërfden van het dorp Velp', een oude marke-organisatie die nog bestaat en rechten en enige invloed doet gelden bij beslissingen rond het beheer van het gebied. Op 17 januari 1921 is het gebied door de 'Geërfden van het dorp Velp' onder strikte voorwaarden overgedragen aan de gemeente Rheden. Ter herinnering hieraan bevindt zich aan de Pinkenbergseweg te Rozendaal een gedenkteken in de vorm van een stenen bank, precies ter hoogte van de plek waar toentertijd een heuse rodelbaan was aangelegd. De stenen bank is door de gemeente Rheden geschonken aan de Geerfden van Velp. Deze zogenaamde Geërfdenbank bevat kogelinslagen die herinneren aan het fusilleren van drie Arnhemse mannen op 25 oktober 1944.
Op het Rozendaalse veld staat sedert 1949, als markant punt, een brandtoren die door de brandweer (het 'Veluwse Bosbrandweer Comité') tot omstreeks 1978 werd gebruikt voor het ontdekken van bos- en heidebranden. In 1989 is deze op initiatief van een speciaal hiervoor in het leven geroepen stichting gerestaureerd. Eind 2023 is door de gemeente Rozendaal de historische waarde van brandtoren erkend en is het een gemeentelijk monument geworden. 

## Trivia
- Vanuit de lucht zijn op het Rozendaalsche veld enkele bomkraters en loopgraven uit de Tweede Wereldoorlog te zien. Toen was in de nabijheid van de huidige brandtoren een radiopeilstation van de Duitsers gesitueerd, met de naam Teerose II.
- Publiekrechtelijk behoort het Rozendaalsche veld tot de gemeente Rozendaal, privaatrechtelijk is de eigenaar de gemeente Rheden, terwijl de brandtoren eigendom is van de Stichting Brandtoren Rozendaalse Veld.
- In de buurt van de brandtoren vonden twee jongens in 1983 een groot wapenarsenaal bestaande uit 19 begraven kisten. Het bleek uiteindelijk te gaan om een ondergronds wapendepot van een zogenaamde ultrageheime 'stay behind'-organisatie bekend als operatie Gladio.